# Агентство моделей
«Агентство моделей» (англ. Models Inc.) — американская телевизионная мыльная опера, транслировавшаяся в прайм-тайм на канале Fox с 29 июня 1994 по 6 марта 1995 года. Сериал является спин-оффом другой мыльной оперы того периода — «Мелроуз Плейс», а главную роль в проекте исполнила Линда Грей.
Сериал выходил в эфир после «Беверли-Хиллз, 90210» в сезоне 1994—1995 и не имел большого успеха в рейтингах. Хотя проект вызывал интерес со стороны средств массовой информации из-за наличия звезды «Далласа» Линды Грэй, рейтинги падали на протяжении всего сезона. Шоу не спасло и появление Эммы Сэммс из «Династии» в межсезонье — весной 1995 года канал закрыл проект.

## Синопсис
Шоу вращалось вокруг Хилари Майклс (Линда Грей), матери Аманды Вудворд из «Мелроуз Плейс», которая управляла элитным модельным агентством Лос-Анджелеса. «Агентство моделей» создал Чарльз Прэтт-младший и продюсировал Аарон Спеллинг.
Сериал кончился клиффхэнгером, который должен был разрешиться во втором сезоне. Год спустя канал «E! Entertainment» устроил повторный показ шоу с альтернативным финалом, в котором были закрыты все сюжетные линии, за исключением похищения Кэрри-Энн Мосс.

## В ролях
- Линда Грей — Хиллари Майклс (29 эпизодов)
- Камерон Даддо — Брайан Питерсон (29 эпизодов)
- Дэвид Голдсмит — Эрик Дирборн (29 эпизодов)
- Тереза Хилл — Линда Холден (29 эпизодов)
- Кэрри-Энн Мосс — Кэрри Спэнсер (29 эпизодов)
- Кэссиди Рэй — Сара Оуэнс (29 эпизодов)
- Кайли Трэвис — Джули Данте (29 эпизодов)
- Стефани Романов — Моник Дюрен (29 эпизодов)
- Сара Краснер — Модель (29 эпизодов)